# Oulad Ftata
Oulad Ftata (àrab أولاد فتاتة) és una comuna rural de la província de Khouribga de la regió de Béni Mellal-Khénifra. Segons el cens de 2014 tenia una població total de 2.625 persones.